# Passakorn Biaothungoi
Passakorn Biaothungoi (thailändisch พัสกร เบี้ยวทุ่งน้อย, * 1. April 2000) ist ein thailändischer Fußballspieler.

## Karriere
Passakorn Biaothungoi erlernte das Fußballspielen in der Jugendmannschaft von Bangkok United. Als Jugendspieler spielte er  mit der U23-Mannschaft von United in der vierten Liga, der Thai League 4. Hier trat United in der Bangkok Metropolitan Region an. 2019 wurde er mit United Vizemeister der Region. Am 1. Januar 2020 unterschrieb er bei United seinen ersten Profivertrag. Der Verein aus der Hauptstadt Bangkok spielte in der ersten thailändischen Liga. Sein erstes Pflichtspiel für die erste Mannschaft absolvierte er am 27. Oktober 2021 in der ersten Runde des Thai League Cup gegen den Khon Kaen FC. Hier wurde er in der 66. Minute für Thitipan Puangchan eingewechselt. Bangkok gewann das Spiel 3:0. Sein Erstligadebüt gab Pasakorn Biawtungnoi am 4. Mai 2022 (30. Spieltag) im Heimspiel gegen den Chiangmai United FC. Hier wurde er in der 85. Minute für Thossawat Limwannasathian eingewechselt. Bangkok gewann das Spiel 4:2. Zur Rückrunde 2022/23 wechselte er im Januar 2023 zum Drittligisten Samut Prakan FC. Mit dem Klub aus Samut Prakan spielte er elfmal in der Bangkok Metropolitan Region der Liga. Die Saison 2023/24 wurde er an den Zweitligisten Ayutthaya United FC ausgeliehen. Am Ende der Saison 2023/24 belegte er mit dem Klub den sechsten Tabellenplatz und qualifizierte sich somit für die Aufstiegsspiele zur ersten Liga. Hier konnte man sich jedoch nicht durchsetzen. Am Ende der Saison 2024/25 feierte er mit Ayutthaya die Vizemeisterschaft der zweiten Liga sowie den Aufstieg in die erste Liga. Nach dem Aufstieg wurde er ein weiteres Jahr ausgeliehen.

## Erfolge
Ayutthaya United FC
- Thailändischer Zweitligavizemeister: 2024/25  ▲